# Château Rouillaud
Le château Rouillaud est un château situé à Pesmes, en France.

## Description
Le Château Rouillaud tire son nom d'une famille, liée aux Perrenot de Granvelle, les Mouchet de Château-Rouillaud, qui possède l'édifice de 1519 à 1635.

## Localisation
Le château est situé sur le territoire de la commune de Pesmes, dans le département français de la Haute-Saône.

## Historique
Dès le Moyen Âge, un premier édifice participe au système défensif de la ville en assurant le contrôle de la porte de Loigerot (une des principales portes d'accès). Le plan en L de l'actuel château témoigne de campagnes de construction successives : l'aile sud du XVe siècle est réunie à l'aile nord du XVIe siècle par une tour carrée, contenant un escalier en vis.
L'édifice est inscrit au titre des monuments historiques en 1977.